# 제우스 (프로게이머)
제우스(본명: 최우제, 2004년 1월 31일~)는 대한민국의 리그 오브 레전드 프로게이머이다. 아이디는 Zeus이며 포지션은 탑 라이너이다. 현재 한화생명 e스포츠 소속이다.

## 선수 생활
2021시즌을 앞두고 T1의 1군팀으로 콜업되면서 프로 커리어를 시작했다. 스프링 시즌 초반에서는 나이 제한으로 인해 출전하지 못했지만 칸나가 부진하면서 나이 제한이 풀리자마자 출전을 했다. 스프링 시즌 동안에는 무난한 모습을 보여주었다. 서머 시즌을 앞두고 칸나가 폼을 회복하면서 서브 선수로 밀려났다.
2022시즌을 앞두고 칸나가 팀을 떠나면서 팀의 주전 탑 라이너로 낙점받았다. 스프링 시즌 동안 주전으로 출전하면서 팀의 정규리그 전승에 기여했다. 정규 시즌 종료 이후 올프로팀 탑 라이너에 선정되었다. 결승전에서 Gen.G를 상대로 3-1로 승리하면서 커리어 첫 우승을 경험했다.
2023시즌에 T1의 4번째 월드 챔피언십 우승에 기여 및 파이널 최우수 선수로 선정됐다.
2024시즌에 T1의 5번째 월드 챔피언십 우승에 기여했다. 이후 팀에서 퇴단했다.
2025시즌을 앞두고 한화생명 e스포츠에 입단했다.

## 소속팀
| # | 팀명             | 소속 기간                     | 소속 리그 | 비고 |
| - | ---------------- | ----------------------------- | --------- | ---- |
| 1 | T1               | 2020. 11. 26. ~ 2024. 11. 19. | LCK       |      |
| 2 | 한화생명 e스포츠 | 2024.11.20. ~                 | LCK       |      |

## 수상 내역

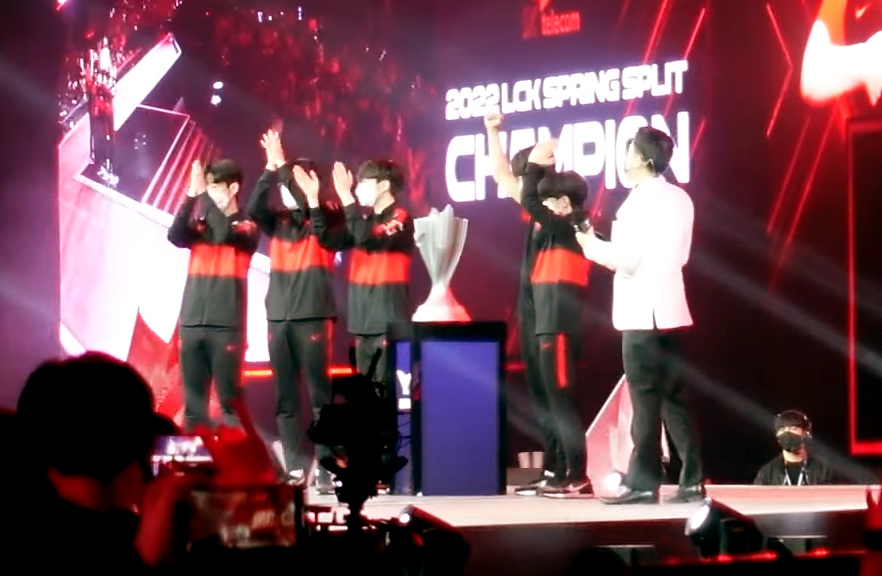
2022 LCK 스프링 전승 우승 사진.

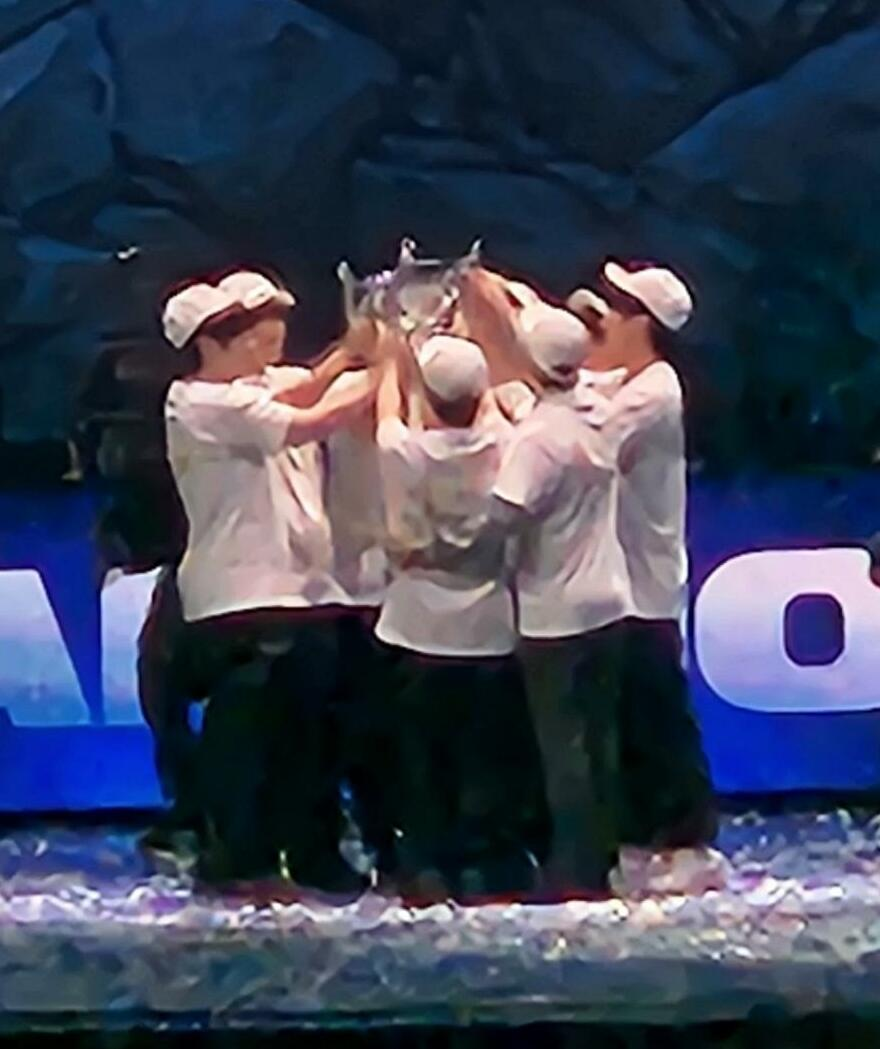
2023 월드 챔피언십 우승 사진.

### 2020
- 로지텍 G 루키 인비테이셔널 2020 준우승
- 2020 롤 더 넥스트 준우승
- LCK 아카데미 시리즈 2020 10월 대회 우승

### 2021
- 2021 리그 오브 레전드 챔피언스 코리아 서머 준우승

### 2022
- 2022 리그 오브 레전드 챔피언스 코리아 스프링 우승
- 2022 리그 오브 레전드 챔피언스 코리아 스프링 All-Pro 퍼스트팀
- 미드 시즌 인비테이셔널 2022 준우승
- 2022 리그 오브 레전드 챔피언스 코리아 서머 All-Pro 퍼스트팀
- 2022 리그 오브 레전드 챔피언스 코리아 서머 준우승
- 2022 리그 오브 레전드 월드 챔피언십 준우승
- 2022 LCK 어워드 포지션별 올해의 선수
- 2022 e-스포츠 명예의 전당 스타즈
- e-스포츠 명예의 전당 히어로즈

### 2023
- 2023 리그 오브 레전드 챔피언스 코리아 스프링 All-Pro 퍼스트팀
- 2023 리그 오브 레전드 챔피언스 코리아 스프링 준우승
- 2023 리그 오브 레전드 챔피언스 코리아 서머 준우승
- 2022년 항저우 아시안 게임 e스포츠 리그 오브 레전드 금메달 (대한민국)
- 리그 오브 레전드 월드 챔피언십 2023 우승
- 리그 오브 레전드 월드 챔피언십 2023 결승전 MVP

### 2024
- 리그 오브 레전드 챔피언스 코리아 스프링 2024 All-Pro 세컨드팀(T1)
- 리그 오브 레전드 챔피언스 코리아 스프링 2024 준우승(T1)
- 이스포츠 월드컵 2024 우승 (T1)
- 리그 오브 레전드 월드 챔피언십 2024 우승

### 2025
- 리그 오브 레전드 시즌 오프닝 2025 준우승 (팀 탑)

## 방송 출연 이력
- 2023년 JTBC 《아는형님》

## 영화 출연 이력
- 2024년 《레드불 T1 다큐멘터리: 함께 날아오르다》